# مگس‌گیر ماکیرا
مگس‌گیر ماکیرا (نام علمی: Myiagra cervinicauda) نام یک گونه از سرده مگس‌گیرهای نوک‌پهن است.